# ビル・バーゲン
ウィリアム・アロイシャス・"ビル"・バーゲン（William Aloysius "Bill" Bergen, 1878年6月13日-1943年12月19日）は、20世紀初頭の野球選手。ポジションは捕手。打撃能力が極めて低く、打撃において複数のメジャーリーグ最低記録を残したため、「史上最低の打者」と評される。ただし守備能力は高く、守備に関してはメジャーリーグ史上屈指の捕手であるとも評される。

## 経歴
1878年6月13日、アイルランド系移民の夫婦の次男として生まれた。マイナーリーグのポータケット・タイガース、トーントン・へリングス、フォートウェイン・インディアンズを経て、1901年にシンシナティ・レッズでメジャーリーグに初出場した。レッズで3年間を過ごした後、1904年にブルックリン・スーパーバス（後のドジャース）へと移り、同球団には1911年まで8年間在籍した。
メジャーリーグでの出場は1911年が最後となったが、マイナーリーグで1914年まで（あるいは1917年まで）選手を続け、1920年までマイナーリーグのコーチや監督を務めた。1943年12月19日に心臓病のため死去した。

## 打撃
彼のように多くの出場機会を得た選手で、これほど打撃成績の低い選手は他にいない。例えば生涯打率.170は、投手を含めた通算2500打席以上のメジャーリーグ選手の中で史上最低である。通算2500打席以上でバーゲンに次いで打率が低いのはジェフ・マシス（打率.194）であり、バーゲンとマシスの間には打率2分4厘という差がある。生涯打率だけでなく出塁率（.194）、長打率（.201）、およびOPS（.395）も、投手も含めた通算2500打席以上の歴代MLB選手の中でバーゲンが最低となっている。またセイバーメトリクスの指標である通算fWAR（-16.2）、通算WAA（-24.5）、通算OPS+（21）なども、バーゲンが史上最低となっている。通算2本の本塁打はどちらもランニングホームランであった。
1909年のシーズン打率は.139であった。これは打撃ランキングの対象となる選手としては1900年以降のメジャーリーグで最低のシーズン打率である。ドジャースに在籍した8年間のバーゲンの通算打率は.162で、同期間のドジャース投手陣全体の打率.169よりも低い。
1909年のシーズン中には45打数連続で凡退した。この45打数という数字は、エウヘニオ・ベレスが2010年-11年の2年がかりで46打数に更新するまで、メジャーリーグの野手の最長連続打数無安打記録として100年以上も残っていた。ただしベレスが更新する前に、1973年のデーヴ・キャンベルと2011年のクレイグ・カウンセルが、それぞれバーゲンに並ぶ45打数連続無安打を記録している。また2019年4月には、ベレスの保持していた記録をクリス・デービスが54打数に更新している。
通算3228打席で一度も死球を受けたことがなく、これはマーク・レムキーが1997年に更新（最終的に3664打席まで記録を伸ばして引退）するまで、85年に亘ってメジャーリーグ記録であった。投球に対して腰が引けていたようで、現役当時の報道によれば、バーゲンは打席内で投球から離れる方向に後ずさりする奇癖があったという。これが打撃に悪影響を及ぼしていることは本人も自覚しており、自己最高打率の.227を残した1903年には、シーズン序盤のうちはこの悪癖が克服されていた（ただし同年7月の報道で「また悪い癖が出て元に戻ってしまった」と評されている）。

## 守備
上述のように打撃能力は極めて低かったが、それでもメジャーリーグで10年以上出場できたのは、当時のメジャーリーグが飛ばないボールの時代（投手有利の時代）であったことに加えて、バーゲンが守備面では極めて優秀な捕手だったためである。チャールズ・フェイバー（Charls Faber）の著書"Baseball Ratings"では、バーゲンは捕手の守備部門の「シーズン当たり獲得ポイント」（"Points per season"）ランキングでバック・ユーイングに続いて第2位に、「通算成績のうち最良の10年間」（"Best ten years"）ランキングでは第9位に入っている。ジョン・ソーンの著書"Total Baseball"では、バーゲンは捕手の守備部門で5位に入っている。現役当時の報道や歴史家の評価では、ノーステップの素早いモーションで二塁に送球できる強肩、正確な送球、高いキャッチング技術、的確な打球落下点予測に基づくファウルフライの巧みな処理などが称賛されている。
1909年には当時のメジャーリーグ記録となる守備率.989を達成した。1909年8月23日のセントルイス・カージナルスとの試合でバーゲンは6つの盗塁阻止を記録し、これは単独試合の最多盗塁阻止記録として現在まで残っている。バーゲンの通算盗塁阻止率は47.3%であり、1906年と1909年にはナショナルリーグ最多の盗塁阻止数を挙げている。マイナーリーグのフォートウェイン・インディアンズ時代には、チームが無死満塁というピンチを迎えた際、塁上の3人の走者すべてを牽制球で次々とアウトにしたこともあった。
メジャーリーグ在籍11年間での通算出場は947試合であり、毎試合必ず先発出場するような選手ではなかったが、捕手として歴代9位タイの通算1444補殺を記録している。また在籍11年でシーズン100補殺を9回記録している。これは在籍18年で10回記録したレイ・シャークに次いで史上2番目に多い。シーズン100補殺は捕手として達成するのが難しい数字である。アメリカ野球殿堂入りした著名な捕手を見ても、シャークが10回、ロジャー・ブレスナハンとバック・ユーイングが各5回、ゲイリー・カーターが4回、ギャビー・ハートネットが2回、ジョニー・ベンチが1回記録したのみで、ミッキー・カクレーン、リック・フェレル、ビル・ディッキー、アーニー・ロンバルディ、ロイ・キャンパネラ、ヨギ・ベラ、カールトン・フィスク、テッド・シモンズ、マイク・ピアッツァ、イバン・ロドリゲス、およびジョー・マウアーは一度もシーズン100補殺を記録していない。
頭脳的な面でも優れた捕手であった。ニューヨーク・ジャイアンツのラリー・ドイルがメジャーリーグに昇格して間もない頃、バーゲンは打席のドイルにいかにも親切そうに話しかけて得意コースや好きな球種を聞き出し、裏をかいてドイルを抑えたという。

## 詳細情報

### 年度別打撃成績
| 年 度     | 球 団     | 試 合 | 打 席 | 打 数 | 得 点 | 安 打 | 二 塁 打 | 三 塁 打 | 本 塁 打 | 塁 打 | 打 点 | 盗 塁 | 盗 塁 死 | 犠 打 | 犠 飛 | 四 球 | 敬 遠 | 死 球 | 三 振 | 併 殺 打 | 打 率 | 出 塁 率 | 長 打 率 | O P S |
| --------- | --------- | ----- | ----- | ----- | ----- | ----- | -------- | -------- | -------- | ----- | ----- | ----- | -------- | ----- | ----- | ----- | ----- | ----- | ----- | -------- | ----- | -------- | -------- | ----- |
| 1901      | CIN       | 87    | 326   | 308   | 15    | 55    | 6        | 4        | 1        | 72    | 17    | 2     | --       | 10    | --    | 8     | --    | 0     | 40    | --       | .179  | .199     | .234     | .433  |
| 1902      | CIN       | 89    | 342   | 322   | 19    | 58    | 8        | 3        | 0        | 72    | 36    | 2     | --       | 6     | --    | 14    | --    | 0     | 47    | --       | .180  | .214     | .224     | .438  |
| 1903      | CIN       | 58    | 221   | 207   | 21    | 47    | 4        | 2        | 0        | 55    | 19    | 2     | --       | 4     | --    | 7     | --    | 0     | 22    | --       | .227  | .252     | .266     | .518  |
| 1904      | BRO       | 96    | 347   | 329   | 17    | 60    | 4        | 2        | 0        | 68    | 12    | 3     | --       | 9     | --    | 9     | --    | 0     | 49    | --       | .182  | .204     | .207     | .411  |
| 1905      | BRO       | 79    | 265   | 247   | 12    | 47    | 3        | 2        | 0        | 54    | 22    | 4     | --       | 11    | --    | 7     | --    | 0     | 36    | --       | .190  | .213     | .219     | .431  |
| 1906      | BRO       | 103   | 372   | 353   | 9     | 56    | 3        | 3        | 0        | 65    | 19    | 2     | --       | 12    | --    | 7     | --    | 0     | 43    | --       | .159  | .175     | .184     | .359  |
| 1907      | BRO       | 51    | 143   | 138   | 2     | 22    | 3        | 0        | 0        | 25    | 14    | 1     | --       | 4     | --    | 1     | --    | 0     | 22    | --       | .159  | .165     | .181     | .347  |
| 1908      | BRO       | 99    | 320   | 302   | 8     | 53    | 8        | 2        | 0        | 65    | 15    | 1     | --       | 13    | --    | 5     | --    | 0     | 31    | --       | .175  | .189     | .215     | .404  |
| 1909      | BRO       | 112   | 372   | 346   | 16    | 48    | 1        | 1        | 1        | 54    | 15    | 4     | --       | 16    | --    | 10    | --    | 0     | 50    | --       | .139  | .163     | .156     | .319  |
| 1910      | BRO       | 89    | 273   | 249   | 11    | 40    | 2        | 1        | 0        | 44    | 14    | 0     | --       | 18    | --    | 6     | --    | 0     | 39    | --       | .161  | .180     | .177     | .357  |
| 1911      | BRO       | 84    | 250   | 227   | 8     | 30    | 3        | 1        | 0        | 35    | 10    | 2     | --       | 9     | --    | 14    | --    | 0     | 42    | --       | .132  | .183     | .154     | .337  |
| MLB：11年 | MLB：11年 | 947   | 3228  | 3028  | 138   | 516   | 45       | 21       | 2        | 609   | 193   | 23    | --       | 112   | --    | 88    | --    | 0     | 421   | --       | .170  | .194     | .201     | .395  |

- データの出典：Baseball-Reference.com（英語版）[14]
- 「-」は記録なし
- BROは、1911年にブルックリン・スーパーバスからブルックリン・ドジャースに球団名を変更

## 家族
兄のマーティ・バーゲンもメジャーリーグの捕手であった。マーティは弟と同様に高い守備力を持ち、弟とは違って打撃も悪くなかった（通算打率.265）が、深刻な心の病を抱えていた。彼の精神状態は1899年のシーズン中に急激に悪化し、見えない暗殺者にナイフで攻撃されているという妄想を抱いて試合中にパスボールを繰り返すなどの奇行が現れた。1900年1月、まだ現役選手であったマーティ・バーゲンは、妻と二人の幼い子供を斧で撲殺した後、剃刀で喉を切って自殺するという一家心中事件を起こした。